# Pternandra tessellata
Pternandra tessellata är en tvåhjärtbladig växtart som först beskrevs av Otto Stapf, och fick sitt nu gällande namn av Madhavan Parameswarau Nayar. Pternandra tessellata ingår i släktet Pternandra och familjen Melastomataceae. Inga underarter finns listade i Catalogue of Life.